# USS Atlanta (1884)
USS Atlanta – amerykański krążownik pancernopokładowy, który wszedł do służby w 1886 roku. Był to jeden z pierwszych okrętów o stalowym kadłubie zbudowanych w ramach programu „Nowej Marynarki” z 1880 roku.

## Historia
„Atlanta” została zamówiona w stoczni John Roach & Sons w ramach zamówienia na 4 okręty określanego jako ABCD typu, składającego się z 3 krążowników i okrętu pomocniczego. Budowa okrętu rozpoczęła się 8 listopada 1883 roku, jednak z powodu anulowania zamówienia na jednostkę pomocniczą stocznia upadła, a budowę „Atlanty” przekazano stoczni New York Navy Yard. Wodowanie okrętu nastąpiło 9 października 1884 roku, wejście do służby 19 lipca 1886 roku. Matką chrzestną okrętu została Jessie Harlan Lincoln, córka sekretarza wojny Roberta Todda Lincolna.
W lipcu 1887 roku okręt wszedł w skład Eskadry Północnego Atlantyku. 30 września 1889 roku „Atlanta” weszła w skład Białej Eskadry, w ramach której odwiedziła porty w Europie i rejonie Morza Śródziemnego. We wrześniu 1892 roku okręt powrócił do Eskadry Północnego Atlantyku. We wrześniu 1895 roku została na pięć lat przeniesiona do rezerwy.
W listopadzie 1905 roku „Atlanta” zacumowała w bazie Norfolk, gdzie pełniła funkcję pływających koszar. Od 1909 roku tę samą rolę pełniła w Charleston. W marcu 1912 roku okręt został wycofany ze służby, a następnie sprzedany na złom.